# Paul Heyse

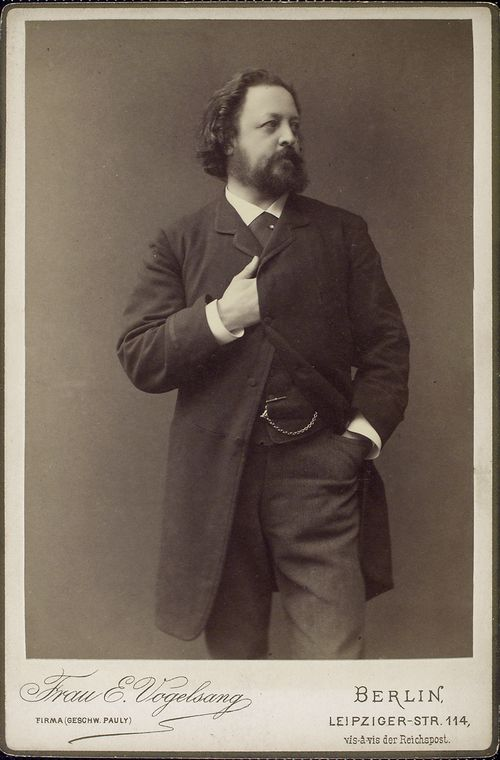
Paul Heyse, Fotografie um 1885

Paul Johann Ludwig Heyse, ab 1910 von Heyse (* 15. März 1830 in Berlin; † 2. April 1914 in München) war ein deutscher Schriftsteller, Dramatiker und Übersetzer. Neben vielen Gedichten schuf Heyse rund 180 Novellen, acht Romane und 68 Dramen. Heyses Biograf Erich Petzet rühmte die „Umfassenheit seiner Produktion“. Die Ausgabe der Werke, die Petzet 1924 besorgte, umfasst drei Reihen von je fünf Bänden, von denen jeder rund 700 Seiten zählt (darin sind nicht alle Werke enthalten). Der einflussreiche Münchener „Dichterfürst“ Heyse pflegte zahlreiche Freundschaften und war auch als Gastgeber berühmt.
Theodor Fontane glaubte 1890, dass Heyse seiner Epoche „den Namen geben“ und ein „Heysesches Zeitalter“ dem Goetheschen folgen werde. 1910 wurde Heyse als erster deutscher Autor belletristischer Werke mit dem Nobelpreis für Literatur ausgezeichnet.

## Leben

### Elternhaus und Schulzeit

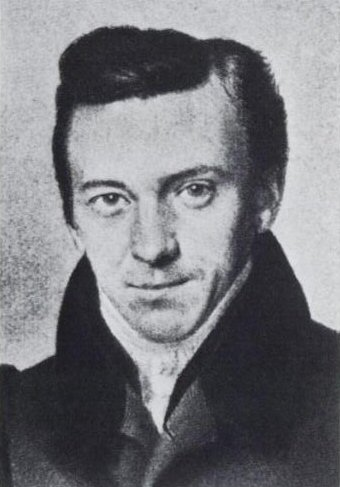
Fotografie des Vaters Karl Wilhelm Ludwig Heyse

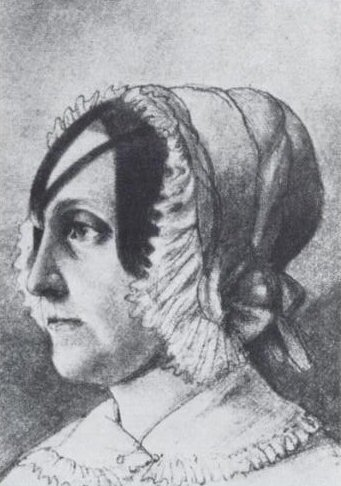
Mutter Julie Heyse, Zeichnung von unbekannt

Am 15. März 1830 wurde Heyse in Berlin in der Heiliggeiststraße geboren. Der Vater Karl Wilhelm Ludwig Heyse, außerordentlicher Professor für klassische Philologie und Allgemeine Sprachwissenschaft, war von 1815 bis 1817 Erzieher von Wilhelm von Humboldts jüngstem Sohn sowie von 1819 bis 1827 von Felix Mendelssohn Bartholdy. Die Mutter, Julie Heyse geb. Saaling, stammte aus der begüterten und kunstinteressierten Familie des preußischen Hofjuweliers Jakob Salomon, der sich nach seinem Übertritt vom Judentum zum Christentum Saaling nannte. Sie war eine Cousine von Lea Salomon, der Mutter von Felix Mendelssohn Bartholdy. In Paul Heyses Elternhaus traf sich die kultivierte Gesellschaft, um sich über Musik und Kunst zu unterhalten.
Heyse war bis 1847 Schüler des renommierten Friedrich-Wilhelm-Gymnasiums. Sein Reifezeugnis weist ihn als Musterschüler aus. Schon als Gymnasiast trat er mit eigenen poetischen Versuchen hervor und war an der Gründung eines Dichterklubs beteiligt.
Durch die Mutter erlangte Heyse Zutritt zu den künstlerischen Salons Berlins. 1846 lernte er seinen späteren literarischen Mentor kennen, den 15 Jahre älteren Emanuel Geibel, einen damals populären Dichter. Heyse zeigte Geibel seine Gelegenheits- und Liebesgedichte vor. Zwischen den beiden Literaten entwickelte sich eine lebenslange Freundschaft, aus der auch einige gemeinsame Arbeiten entstanden. Geibel führte Heyse in das Haus des Kunsthistorikers und Schriftstellers Franz Kugler ein, der später Heyses Schwiegervater wurde. Dort lernte er auch Jakob Burckhardt kennen.

### Studienjahre
Nach seinem Schulabschluss begann Paul Heyse 1847 mit dem Studium der klassischen Philologie in Berlin. Frühlingsanfang 1848, das erste gedruckte Gedicht Heyses, drückt seine Begeisterung für die Märzrevolution aus. Nach einem schwärmerischen Ausflug zu den Studentengarden zog er sich bald wieder aus deren Kreis zurück, vermutlich auch aus Rücksicht auf seine Eltern und Geibel. Er kam in Kontakt mit Adolph Menzel, Theodor Fontane und Theodor Storm. 1849 schloss Heyse sich ihrem Dichterkreis an, dem Tunnel über der Spree.
Nach zwei Studienjahren in Berlin wechselte er im April 1849 zum Studium der Kunstgeschichte und Romanistik an die Universität nach Bonn. 1850 entschied er sich endgültig für den Dichterberuf und begann seine Dissertation bei Friedrich Diez, dem Begründer der Romanischen Philologie in Deutschland. Wegen einer Liebesaffäre mit der Frau eines seiner Professoren musste Heyse Ostern nach Berlin zurückkehren. Noch im selben Jahr erschien sein Erstling Der Jungbrunnen (Märchen und Gedichte) anonym, vom Vater herausgegeben. Heyse bekam vom Verleger Alexander Duncker ein Manuskript des noch unbekannten Theodor Storm. Seine begeisterte Rezension der Sommergeschichten und Lieder wurde zum Grundstein einer dauerhaften Dichterfreundschaft.

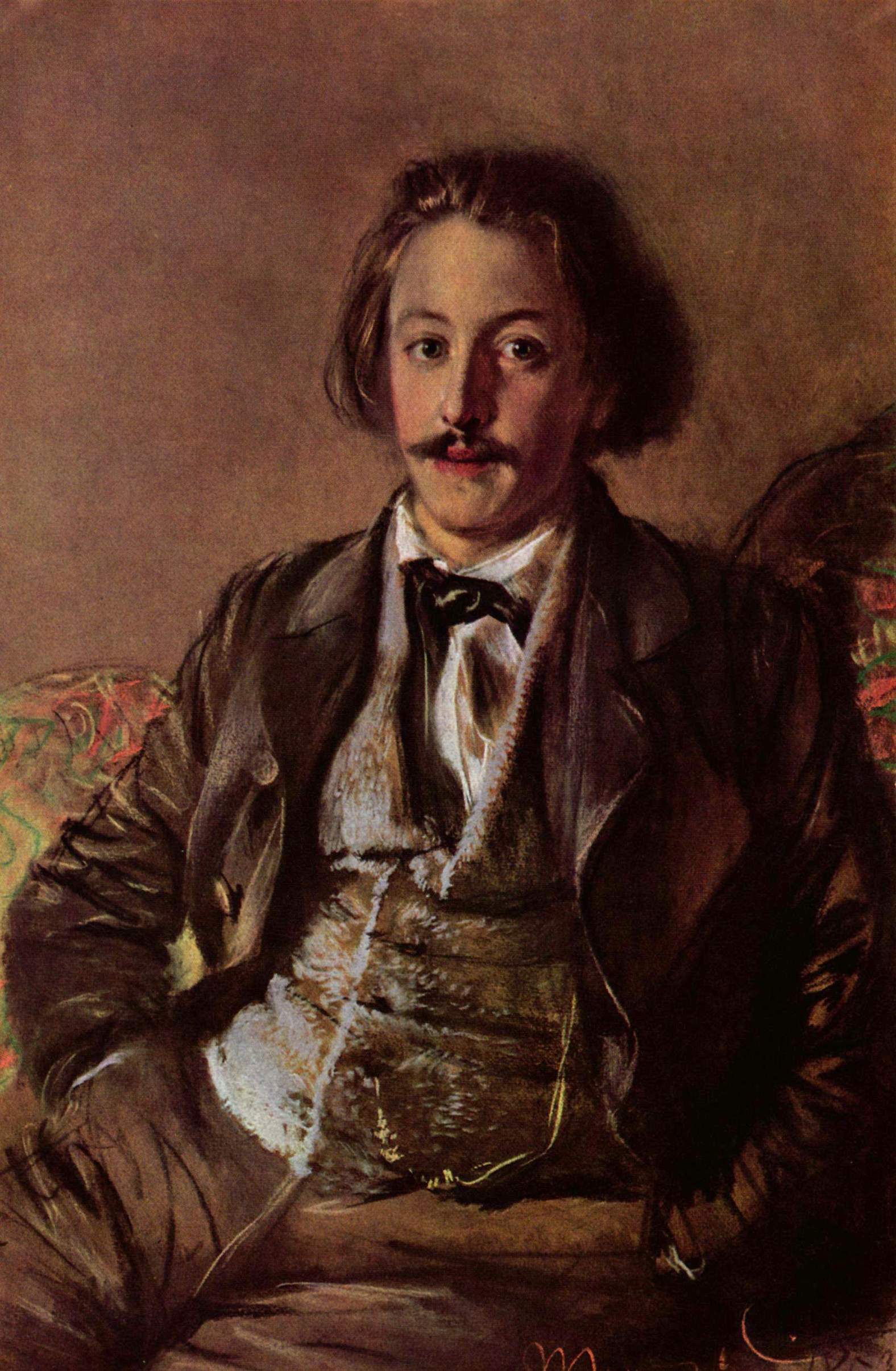
Heyse-Porträt von Adolph Menzel (1853)

1851 gewann Heyse mit seiner Ballade Das Tal von Espigno einen internen Balladenwettstreit des Tunnels. Heyses erste Novelle Marion wurde 1852 im Tunnel ausgezeichnet. Im selben Jahr erschien das später mehrfach vertonte Spanische Liederbuch mit Übersetzungen von Geibel und Heyse. Es war der Beginn einer lebenslangen Übersetzertätigkeit, in der Heyse vor allem als Vermittler der italienischen Literatur (Leopardi, Giusti) Hervorragendes leistete. Um den steifen Umgangsformen im Tunnel zu entgehen, fanden sich einige der Mitglieder im Dezember 1852 im Dichterverein Rütli zusammen.

### Reise nach Italien
Im Mai 1852 war Heyse mit einer Arbeit über den Refrain in der Poesie der Troubadoure promoviert worden. Dank eines preußischen Staatsstipendiums konnte er im Anschluss eine Italienreise zur Untersuchung alter provenzalischer Handschriften unternehmen. In der Bibliothek des Vatikans erhielt er 1852 Hausverbot, weil er sich Notizen von ungedruckten Handschriften machte.
Heyse erlebte in Italien ein glückliches Studienjahr und freundete sich mit zahlreichen Künstlern, unter anderen Arnold Böcklin und Joseph Victor von Scheffel, an. Unter dem Eindruck der italienischen Landschaft entstanden Werke, die ihn weithin als Schriftsteller bekannt machen, unter anderen die Tragödie Francesca von Rimini. Heyses berühmteste Novelle, L’Arrabbiata (1853), und seine Lieder aus Sorrent (1852/53) erschienen als Beitrag in der Argo, dem Jahrbuch des Rütli.

### Heyse in München
1852 war Emanuel Geibel zum literarischen Ratgeber des bayerischen Königs Maximilian II. berufen worden. 1854 überredete er den König, den jungen Paul Heyse, der damals noch ein talentierter, aber unbekannter Anfänger war, mit einer hohen Pension nach München zu berufen. So erhielt der 24-jährige Heyse von Maximilian II. zu seiner Überraschung das Angebot, für eine jährliche Pension von zunächst 1000 Gulden nach München überzusiedeln und dort zu dichten. Heyse sollte an den vom König veranstalteten Symposien teilnehmen. Zudem wurde ihm ein Vorlesungsrecht an der Universität gewährt (Professur in romanischer Philologie). Nach der Heirat mit Margaretha Kugler (1834–1862) traf Heyse am 25. Mai 1854 in München ein. Bei seiner ersten Audienz beim König überreichte Heyse diesem seine Verserzählungen Hermen. Wie sich später zeigte, musste Heyse seinen Dienstherrn auch auf Reisen begleiten und bei den Teeabenden der Königin lesen. Sein Vorlesungsrecht übte er dagegen nicht aus.
Heyse durfte sich nun zur geistigen Elite des drittgrößten deutschen Teilstaates zählen und genoss ein reges geselliges Leben. Bei den königlichen Gesprächsrunden, den Symposien, saß der junge Dichter gleichberechtigt neben Geibel und Friedrich Bodenstedt, neben den besten Wissenschaftlern Münchens wie dem Chemiker Justus von Liebig, dem Philologen Friedrich Thiersch, den Historikern Heinrich von Sybel und Wilhelm Heinrich Riehl und dem Arzt Max von Pettenkofer. Die Teilnehmer an den Symposien verkehrten häufig mit dem König und zwangloser als mancher Minister.
In der Ehe mit Margaretha geb. Kugler wurden vier Kinder geboren: Franz, Julie (genannt „Lulu“), Ernst, Clara.

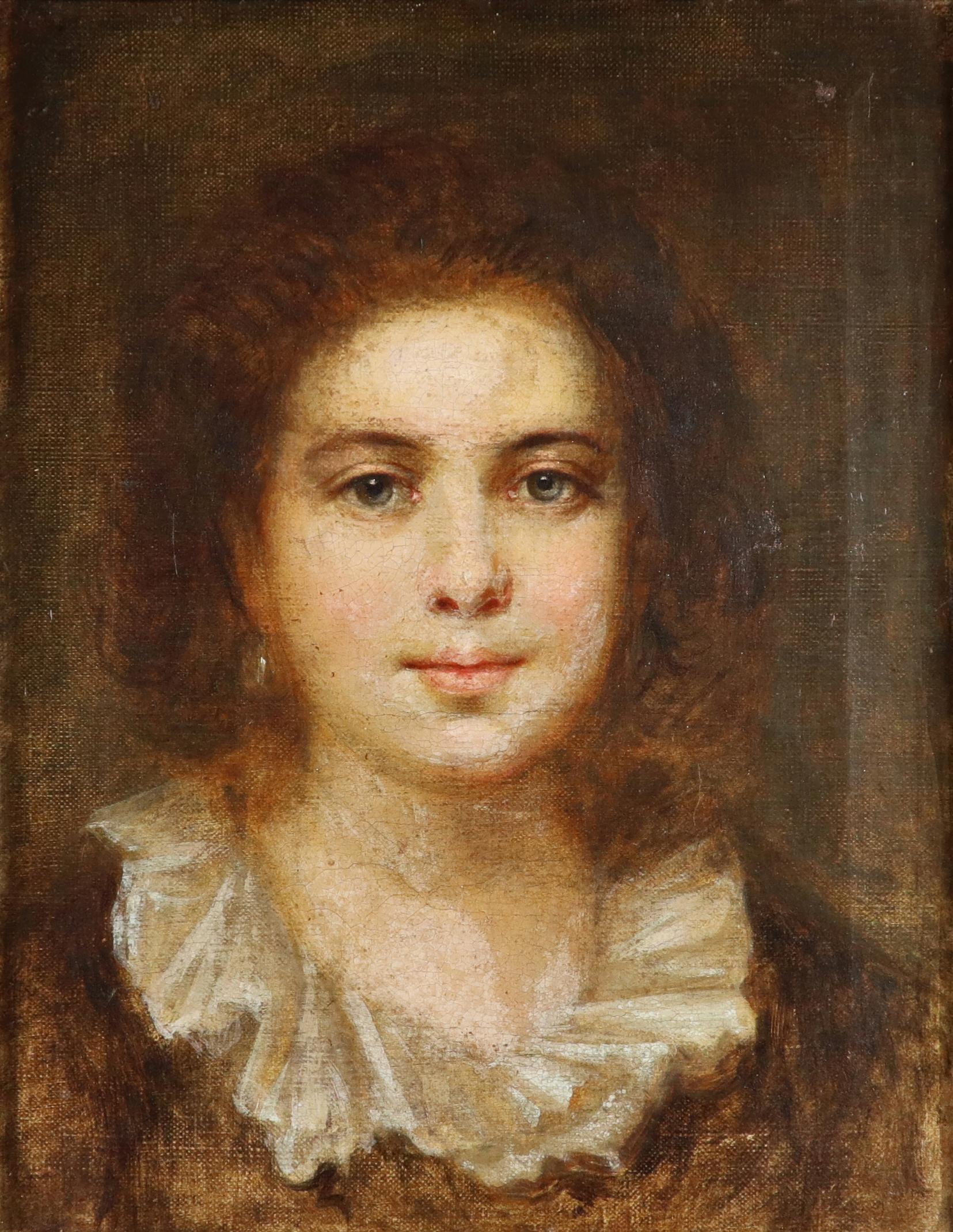
Paul Heyses Tochter Julie „Lulu“ von Heyse gemalt von Franz von Lenbach

Zwischen 1855 und 1874 war Heyse Mitglied der Zwanglosen Gesellschaft München. Mit den ebenfalls nach München berufenen „Nordlichtern“ Geibel und Riehl gründete er 1856 den Dichterverein Die Krokodile. Zu den Mitgliedern der Vereinigung gehörte auch der Komponist Robert von Hornstein, in dessen Haus Heyse zeitweise wohnte und dem er einige Libretti lieferte.
In Zürich lernte Heyse 1857 Gottfried Keller kennen, mit dem er schon bald in einen Gedankenaustausch trat, vorwiegend in Form eines Briefwechsels (1859–1888), woraus sich eine dauerhafte Freundschaft entwickelte. Seit Dezember 1854 pflegte Heyse auch eine langjährige Korrespondenz mit Eduard Mörike.
Ab 1859 musste Heyse einige Mitglieder der Familie Kugler versorgen und deshalb den ungeliebten Redakteursposten beim Literaturblatt zum deutschen Kunstblatt annehmen. Er sagte einem verlockenden Angebot des Großherzogs Carl Alexander von Sachsen-Weimar-Eisenach ab, der ihn zur Übersiedlung nach Thüringen bewegen wollte. In diese Zeit fiel der Beginn einer Freundschaft mit dem schwäbischen Dichter Hermann Kurz.
Angeregt durch ein Bild seines Freundes Bonaventura Genelli schrieb Heyse 1860 für die Argo die Novelle Der Centaur. Im selben Jahr erschien die Sammlung italienischer Volkslieder Italienisches Liederbuch, die später von Hugo Wolf unter demselben Titel vertont wurde.
1861 lernte Heyse bei einem Besuch in Wien Grillparzer und Hebbel kennen. Auf Heyses Zureden übernahm der Verleger Wilhelm Ludwig Hertz Fontanes Balladen in seinen Verlag.
1862 entstand das Schauspiel Ludwig der Bayer. Heyse gab Ein Münchner Dichterbuch zusammen mit Emanuel Geibel heraus. Andrea Delfin erschien in der Sammlung Neue Novellen. Am 30. September 1862 erlag Heyses Frau Margaretha in Meran einer Lungenkrankheit.

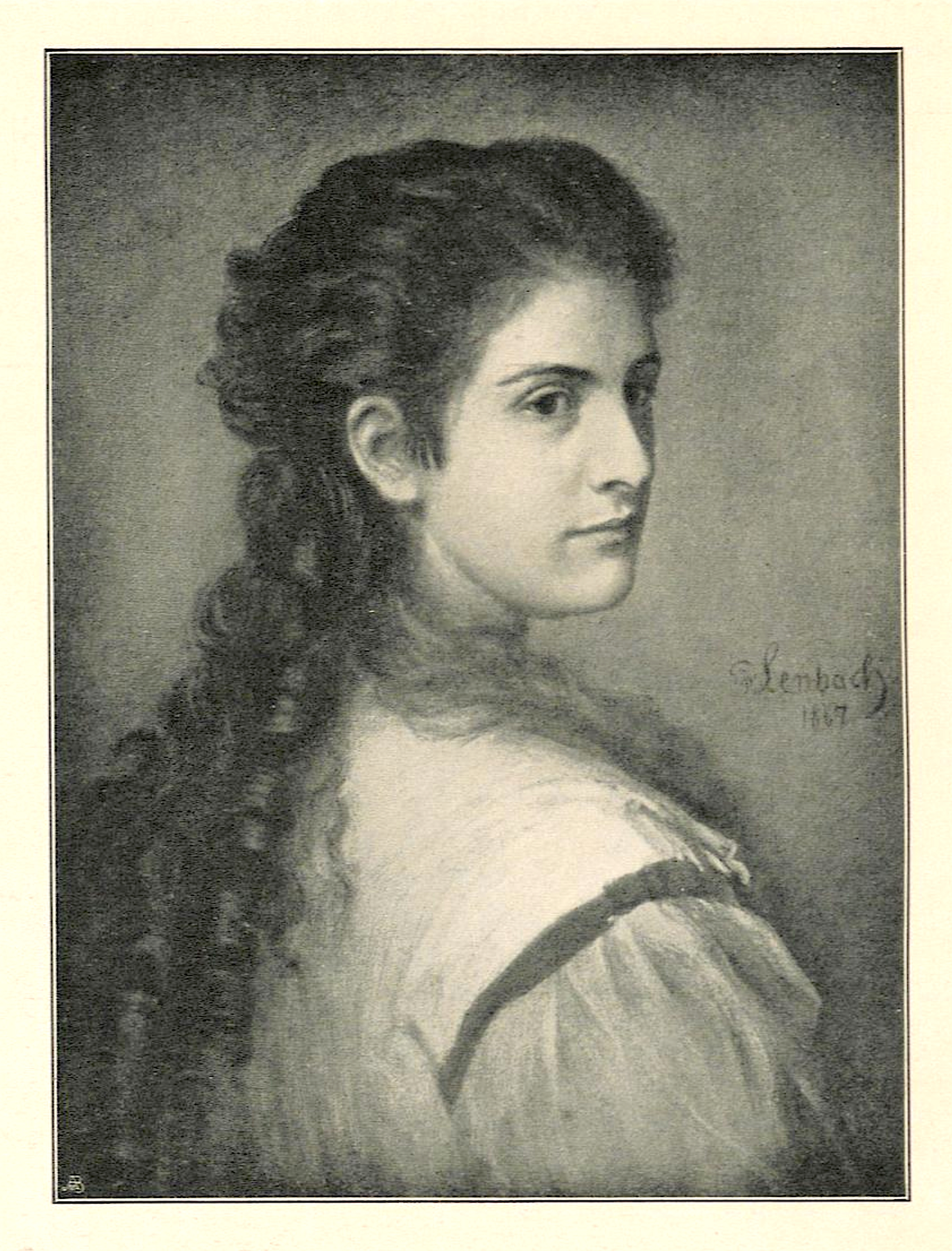
Paul Heyses zweite Frau Anna gemalt von Franz von Lenbach, 1867

1867 heiratete Heyse die junge Münchnerin Anna Schubart (* 25. Mai 1849; † 26. Juli 1930). Die Novelle Beatrice erschien. 1868 entzog Ludwig II. Geibel die Pension wegen des Gedichtes An König Wilhelm, das den preußischen König als zukünftigen Kaiser feierte. Daraufhin verzichtete Heyse auf seine eigene Pension und erklärte freimütig, er sei der gleichen Meinung wie Geibel. Von 1868 bis 1870 entstanden Das Mädchen von Treppi, Die Stickerin von Treviso (Novellen), Moralische Novellen und Die Göttin der Vernunft (Tragödie).
Heyse wurde 1871 Mitglied des Bayerischen Maximiliansordens für Wissenschaft und Kunst. Er entwickelte in der Einleitung des Deutschen Novellenschatzes (bis 1876 24 Bände, herausgegeben mit Hermann Kurz) seine Falkentheorie und veröffentlichte Die Stickerin von Treviso (Novelle).

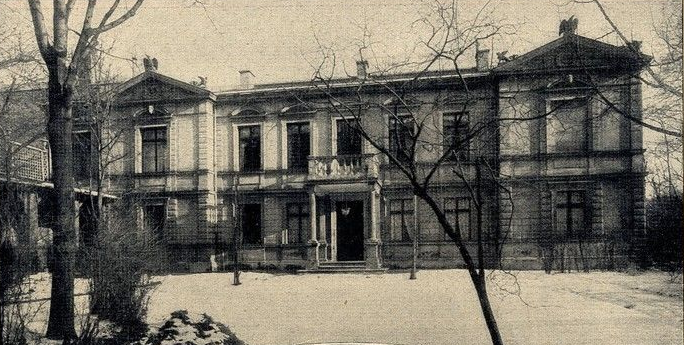
Heyses Villa in München, 1910

Anfang der 1870er Jahre erwarb Heyse in der Maxvorstadt, nahe der Glyptothek und den Propyläen am Königsplatz, ein 1835 erbautes kleines Wohnhaus, das er von 1872 bis 1874 von dem Architekten Gottfried von Neureuther zu einer Villa im neoklassizistischen Stil ausbauen ließ. Hier empfing Heyse zahlreiche Freunde und Gäste. Die Paul-Heyse-Villa entwickelte sich zu einem Mittelpunkt der Literatur in München. Heyse spazierte täglich mit seinem Hund durch Schwabing. Der Schriftsteller Hans Carossa erinnerte sich, wie respektvoll die Spaziergänger Paul Heyse im Englischen Garten grüßten.
1887 schlug Heyse vor, Ludwig Anzengruber in den Bayerischen Maximiliansorden aufzunehmen. Als der Vorschlag am Einspruch klerikaler Kreise scheiterte, trat Heyse aus dem Orden aus und gab die ehrenvolle Auszeichnung zurück.
1895 wurde er zum Mitglied der American Philosophical Society gewählt.
Seit 1899 verbrachte Heyse ein Jahrzehnt lang die Winterhalbjahre in seiner Villa in Gardone Riviera am Gardasee. In dieser Zeit schrieb er das Drama Maria von Magdala, Neue Märchen und Das literarische München – 25 Porträtskizzen. Der alternde Dichter legte immer noch viel vor, aber wenig Neues. In seinen Gedichten finden sich Abschiede und sentimentale Rückblicke.

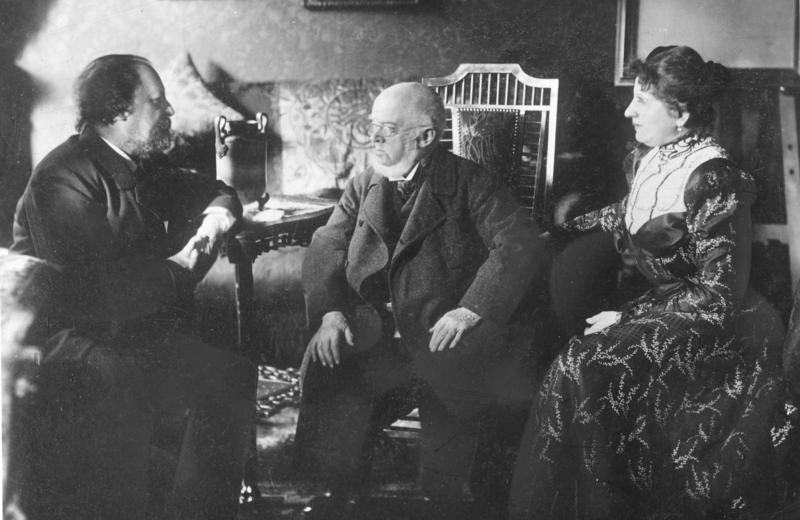
Adolph von Menzel (Mitte), Paul Heyse (links) und seine zweite Frau Anna (rechts), 1902 in Heyses Münchner Wohnung

Im Jahr 1900 veröffentlichte Heyse seine Jugenderinnerungen und Bekenntnisse. Er wurde Münchner Ehrenvorsitzender des Deutschen Goethe-Bundes, außerdem Ehrenmitglied der Deutschen Schillerstiftung. Zu seinem 70. Geburtstag erschienen Sonderhefte (Jugend), Alben und zahlreiche Publikationen. Wilhelm Bölsche, Georg Brandes, Maximilian Harden und Alfred Kerr widmeten ihm, neben vielen anderen, einen Geburtstagsartikel.
Der alte Dichterfürst unterrichtete sich weiter über die Aktivitäten der jüngeren Schriftstellergeneration. Als Literaturkritiker bewahrte er sich den Blick für das qualitativ Gute und Neue. Auch im vertrauten Kreis gab er sachkundige Urteile ab.
Die Stadt München ernannte Heyse 1910 anlässlich seines 80. Geburtstages zum Ehrenbürger. Prinzregent Luitpold verlieh ihm den persönlichen Adelstitel, von dem er jedoch niemals Gebrauch machte. Am 10. Dezember erhielt Heyse als erster deutscher Autor belletristischer Werke den Literaturnobelpreis.
Die Letzten Novellen und die Italienischen Volksmärchen waren 1914 die letzten Arbeiten Heyses.
Heyse hatte mit seiner zweiten Frau Anna zwei Kinder, die aber beide früh starben: Tochter Marianne starb bereits im zweiten Lebensjahr. Sohn Wilfried starb siebenjährig an „der Diphteritis, zu der Scharlachfieber hinzugetreten“ war.
Heyse selbst starb im Alter von 84 Jahren als letzter der großen Erzähler des 19. Jahrhunderts am 2. April 1914, wenige Monate vor Ausbruch des Ersten Weltkriegs.

### Grabstätte

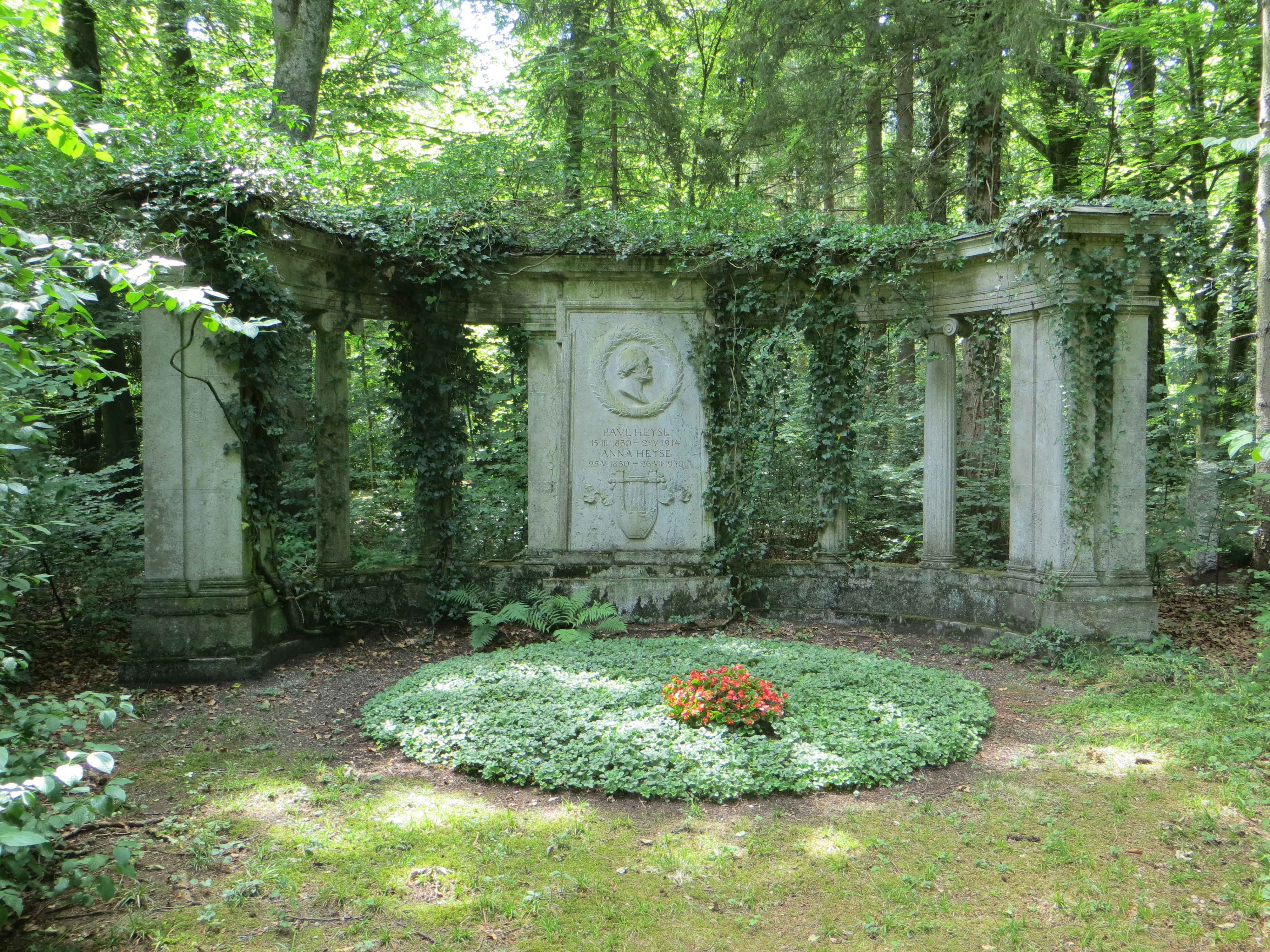
Grabstätte für Paul Heyse und Anna Heyse im Münchner Waldfriedhof

Die Grabstätte von Paul Heyse und seiner zweiten Frau Anna befindet sich im alten Teil des Münchner Waldfriedhofs (Grabnr. 43-W-27a/b) Standort. Das Grabmal besteht aus einem drei Meter hohen Halbrund aus verbundenen Säulen mit Gedenkplatte im Zentrum. Es stammt vom Architekten Otho Orlando Kurz, der sich ansonsten vor allem mit Kirchenbauten und Industriebauten hervorgetan hat. Er war der Enkel von Heyses Schriftstellerfreund Hermann Kurz.

## Persönliche Wirkung
Heyse war ein Mittelpunkt des literarischen Lebens in Deutschland. In München galt er nicht nur als literarisches Vorbild und einflussreicher Kunstpapst, sondern auch als beliebter Gastgeber. Er engagierte sich als Anwalt der Dichter, der sich für die juristischen und sozialen Anliegen seines Standes einsetzte, und als Mäzen. Zum eigenen Werk kam stets noch die Beschäftigung mit den Manuskripten anderer hinzu.

### Dichterverein „Die Krokodile“
1856 war Heyse maßgeblich an der Gründung des Dichtervereins Die Krokodile beteiligt. Von ihm war die Idee ausgegangen, sich in einem literarischen Salon mit den jüngeren süddeutschen Dichtern auszutauschen und sie zu fördern. In kurzer Zeit entwickelte sich aus den Krokodilen ein reger literarischer Kreis. In dem männerbündischen Verein wurden ähnliche Sitten gepflegt wie in einer Freimaurerloge. Mit Weinlaubkränzen im Haar scherzten die Dichter in einer verschlüsselten, nur Eingeweihten verständlichen Klubsprache. Vorträge und Diskussionen wurden stets als weihevolle Momente behandelt.
Zu den bekannteren Mitgliedern der Vereinigung gehörten neben Geibel und Heyse der Kulturhistoriker Wilhelm Heinrich Riehl, Felix Dahn, Wilhelm Hertz, Hermann Lingg, Franz von Kobell, Friedrich Bodenstedt, der Komponist Robert von Hornstein, der Reiseschriftsteller und Kunstmäzen Adolf Friedrich von Schack. (Heyse, Riehl, Dahn, Hertz, Kobell und Bodenstedt waren auch Mitglieder eines anderen Herrenklubs, der Zwanglosen Gesellschaft München.)
Von den Münchner Schriftstellern der älteren Generation genoss zunächst der Lyriker Emanuel Geibel die größte Autorität. Mit dem Weggang Geibels 1868 wurde Paul Heyse zum Anführer des Vereins. Das Zusammengehörigkeitsgefühl ging jedoch unter seiner Leitung verloren. Die Gruppe fiel in den Jahren 1878 bis 1882 auseinander.

### Heyse als Gastgeber

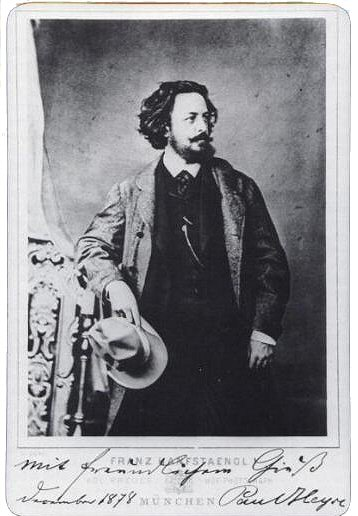
Paul Heyse, fotografiert im Dezember 1878 von Franz Hanfstaengl

1874 war der Umbau des neu erworbenen Wohnhauses in der Münchner Luisenstraße abgeschlossen. Die neoklassizistische Paul-Heyse-Villa stand gegenüber der Lenbach-Villa. Am Eingang wurde man von der Statue eines betenden Knaben begrüßt. Max Halbe berichtete: „Es war ein mit Bildern, Büsten, Antiken, Kunstgegenständen und Erinnerungen eines langen Lebens angefülltes Dichterheim.“
Dank seines Talents zur Freundschaft war Heyse zum Gastgeber größerer Gesellschaften prädestiniert. Er sei ein „schöner und gewinnend liebenswürdiger Mann“ gewesen, schrieb die Schriftstellerin Isolde Kurz (die Tochter von Hermann Kurz), ein „Meister der Rede“, von hoher Kultur und mit „wunderbar diplomatischem Auftreten“. Fontane erinnerte sich: „auch der Eitelste empfand es als ein Vergnügen, ihn sprechen zu hören.“ Die zahllosen Aphorismen, die in Heyses Gesamtwerk gesammelt sind, geben einen Eindruck von seinem Geistreichtum.
Im Hause Heyse traf sich fast alles, was Rang und Namen im literarischen, künstlerischen und wissenschaftlichen Leben Münchens hatte. Mit Michael Bernays, seit 1874 der erste ordentliche Professor in Deutschland für neuere deutsche Literaturgeschichte, traf sich Heyse bis 1897 fast täglich. Von der Münchner Presse waren Redakteure auflagenstarker liberaler Blätter vertreten, darunter Baron Fritz von Ostini, der als Literaturkritiker der Regionalzeitung Münchner Neueste Nachrichten wirkte und 1896 als Redakteur der Zeitschrift Jugend. Bei Heyse sprachen deshalb auch häufig junge Autoren vor, die den Einfluss des „Künstlerfürsten“ und seines Kreises zu schätzen wussten. Zu ihnen gehörten Frank Wedekind, Isolde Kurz und Joachim Ringelnatz. Der Dichter nahm sich für seine Gäste stets viel Zeit, gab Ratschläge und versuchte zu helfen.
Mit dem Kunsthistoriker, Musikschriftsteller und Novellisten Wilhelm Heinrich Riehl einte ihn eine lebenslang enge Beziehung. Seinen Einladungen folgten auch der frühnaturalistische Dramatiker Max Halbe und der Schriftsteller Ernst von Wolzogen, der Gründer des ersten literarischen Kabaretts in Berlin. Heyse zählte den Wagner-Dirigenten Hermann Levi zu seinen Freunden, ferner den Nationalökonomen Max Haushofer und den Rechtsanwalt Max Bernstein. Seine treuesten Freunde waren Maler. Heyse ist zu den frühen Förderern Bonaventura Genellis, Franz Lenbachs und Arnold Böcklins zu rechnen. Er selbst hat in dieser Kunst erfolgreich dilettiert und auf seinen Reisen viel gezeichnet.
„Der Vergleich mit Weimar und dem Haus am Frauenplan lag nahe“, berichtete der Dramatiker Max Halbe über Heyses Villa: „Hier wie dort war es eine Hofhaltung im Kleinen. Viele Jahre, weit über ein Menschenalter hindurch, war man in München zu Heyse gepilgert wie vordem nach Weimar zu Goethe.“

### Beziehungen zu anderen Autoren
Heyse bot auch über München hinaus zahlreichen zeitgenössischen Autoren Hilfe und Freundschaft. Er ermunterte immer wieder den schwäbischen Dichter Hermann Kurz und stellte schließlich, nach dessen Tod, 1874/75 die Gesamtausgabe seiner Werke zusammen. Bei dem bayerischen König Maximilian II. versuchte Heyse, dem damals mittellosen Theodor Fontane eine Stellung zu verschaffen. Theodor Storm verdankte ihm den Bayerischen Maximiliansorden für Wissenschaft und Kunst von 1883, die wichtigste Auszeichnung zu seinen Lebzeiten. Diesen beiden Älteren war Heyse bis zu deren Tod ein ebenbürtiger Partner. Manuskripte wurden ausgetauscht und kritisch begutachtet. Anregungen für neue Novellen, aber auch literaturtheoretische Diskussionen finden sich in vielen der Briefe. Dem Umfang nach wurde er Fontanes zweitwichtigster Briefpartner und der wichtigste für Storm und Geibel.
Heyses Kontakte reichten in alle literarischen Provinzen Deutschlands. In der Schweiz korrespondierten Jacob Burckhardt und Gottfried Keller mit ihm. Heyse war auch mit Turgenew befreundet, und er war einer der ersten, der Dostojewski in Deutschland bekannt machte.
Die Achtung vor seinem vielfältigen Werk konnten ihm auch viele jüngeren Schriftsteller nicht versagen: „Vielleicht nur noch Maupassant gab mir technisch und stilistisch so viel Vorbildliches wie Paul Heyse“, schrieb Ludwig Ganghofer. „Vor mancher Seite seiner Bücher, auf der ich einen erregten Vorgang geschildert fand, konnte ich halbe Tage lang sitzen und nachgrübeln, wie er das fertig brachte: mit den ruhigsten Worten die stärkste Bewegung zu schildern.“

### Kulturpolitisches Engagement
Heyse zögerte nicht, wenn es darum ging, die Rechte der Autoren einzuklagen und das Selbstbewusstsein des Berufsstandes zu stärken. Ab 1855 konnte er als führendes Mitglied der Schillerstiftung, der damals wichtigsten Standesorganisation deutscher Autoren, über die finanzielle Unterstützung bedürftiger Schriftsteller mitentscheiden. 1871 initiierte er die Genossenschaft deutscher Bühnenschriftsteller und Komponisten, die vor allem die Rechtlosigkeit der Autoren beenden sollte. Zur Abwehr der Lex Heinze, eines verschärften Zensurgesetzes, wurde im Jahr 1900 der Goethe-Bund gegründet, Heyse wurde Ehrenvorsitzender in München.
Heyse beteiligte sich 1867 am Aufruf zu einer Nationalspende für Ferdinand Freiligrath und unterstützte 1887 einen Aufruf zur Errichtung eines Heine-Denkmals in Düsseldorf. Bei vielen Anlässen setzte er seine Autorität, sein Talent, aber auch seine Geldmittel ein. Der „Dichterfürst“ war sich nicht zu schade, einen Prolog zum Besten der Wärmstuben in München zu verfassen oder mit dem Gedicht Das Hundegrab von Oxia einen wirksamen Tierschutz anzumahnen.
In seinen Werken kritisierte er Bigotterie, insbesondere die Frömmelei der Kleriker. Mit der Zeit wurde er immer mehr zum selbstbewussten Kritiker der deutschen Kulturpolitik. Ein Beispiel ist sein Verhalten in der Kommission des preußischen Schiller-Preises für das beste dramatische Werk der letzten drei Jahre, mit dem Heyse 1884 selbst ausgezeichnet worden war. Als 1893 Ludwig Fuldas Talisman von Wilhelm II. abgelehnt wurde, offensichtlich wegen der jüdischen Abstammung des Autors, verzichtete Heyse ab 1896 auf das Ehrenamt in der Auswahlkommission.

### Politische Einstellung
Heyse war ein Mann der Mitte, ein liberal denkender Bismarckianer. Wie viele seiner Schriftstellerkollegen setzte er in die Reichsgründung große Hoffnungen. Er sah darin die Erfüllung der Ziele der Revolution von 1848. In einer zurückgehaltenen Notiz des Heyse-Biografen Erich Petzet heißt es: „Nach Bismarcks Entlassung war Heyse unversöhnlich und lehnt alles Entschuldigen hierüber ab, auch gegen die besten Freunde. […] Heyse erblickt instinktiv in Wilhelm II. den Verderber Deutschlands.“ Als Bismarck 1892 München besuchte, jubelte auch Heyse im Gedicht dem Ehrengast zu. Er genoss seine Teilnahme an dem geselligen Abend mit dem Fürsten in der Lenbach-Villa.
Trotz seiner Begeisterung für Bismarck vermied Heyse weitgehend das Nationale, für Chauvinismus war er nicht empfänglich. Teilweise lehnte er Bismarcks Politik ab. In der Zeit des Sozialistengesetzes soll er umfangreiche illegale Sendungen der Sozialdemokratie gedeckt haben. Er tat dies wohl aus einer allgemeinen Sympathie für die Unterdrückten und Benachteiligten.

## Literarisches Werk und Rezeption

### Gedichte
Heyse erregte zuerst mit seinen Gedichten Aufmerksamkeit, so bei seinen ersten Auftritten im Berliner „Sonntags-Verein“ Tunnel über der Spree. Mit der Ballade Das Tal des Espingo setzte er sich 1851 bei einem Wettstreit im „Tunnel“ gegen Fontanes Tag von Hemmingstedt und Bernhard von Lepels Dänenbrüder durch. Heyses Gedichte konnten sich in den Augen der sachverständigen Dichterkollegen mit den sehr geschätzten Balladen Fontanes messen.
Heyse wurde einer der meistvertonten Lyriker seiner Zeit. Allein von seinem Gedicht Im Walde sind 32 Notenfassungen bekannt.

### Novellen
Die insgesamt 177 Novellen sind als bedeutendster Teil des Gesamtwerks anzusehen, obwohl Heyse sie eher für ein Nebenprodukt seines Schaffens hielt. Andrea Delfin oder auch Die Stickerin von Treviso gehören neben den Novellen Storms und Kellers zum Besten in dieser Gattung. Die Qualität der Novellen ist jedoch sehr uneinheitlich, was Heyse in seiner Autobiographie Jugenderinnerungen und Bekenntnisse (Berlin 1900) selbst zugab. Die Erzählungen wurden, nach vorausgehender gründlicher Planung des täglichen Arbeitspensums, in einem Zuge niedergeschrieben; im Druck wurden dann nur noch Flüchtigkeitsfehler berichtigt und einige Wörter durch passendere ersetzt. Heyse mied oberflächliche und langatmige Beschreibungen. Viele der jüngeren Autoren, von Thomas Mann bis Isolde Kurz, gehörten zu seinen Lesern.
Heyse vertrat in seinen Erzählungen zumeist ein unpolitisches Konzept, einen künstlerischen Idealismus. Die Kunst sollte vergolden, veredeln, das Zeitliche „im Licht des Ewigen“ darstellen. Ein Novellentitel von 1864 benennt das Grundmotiv vieler Erzählungen – Die Reise nach dem Glück. Die Figuren in Heyses Novellen und Romanen sind häufig „schöne Seelen“: vorbildliche, edle und künstlerisch empfindende Jünglinge oder selbstlos handelnde „Tat-Frauen“. Der empfindsame, geistig hochstehende Idealist erweist sich bei Heyse als ungeeignet, den Kampf mit dem Niederen und Gemeinen aufzunehmen, er reagiert mit Schweigen und Entsagung. Die Leser identifizierten sich mit diesen zurückgezogenen, in einer „schönen“ Welt der Kunst lebenden Figuren. Die unmoralische und bigotte Gesellschaft lehnten sie ebenso wie der Autor leidenschaftlich ab. Eine bemerkenswerte Entwicklung des Dichters liegt laut Meyers Konversationslexikon (4. Auflage, 1880er Jahre) darin, „daß die späteren Novellen auch herberen Konflikten und einem düsteren Lebenshintergrund nicht mehr ausweichen“. Die Novelle Andrea Delfin behandelt das Thema des gerechten Rächers, der neues Unrecht schafft.
Ein anderer Aspekt ist Heyses Vorliebe für das Einstreuen von „Nuditäten“. Heyse blieb zeitlebens ein erotischer Autor. Sein Ruf als Skandalautor steigerte eher die Reklamewirkung und die Nachfrage nach den sogenannten Familienblättern, in denen Erzählungen von Heyse erschienen (zum Beispiel Die Gartenlaube oder Über Land und Meer).
Heyse erkannte in der Entwicklung der Novelle eine innovative Leistung seiner Generation: „Denn auf dem Gebiet der Novelle hatten wir nicht wie auf anderen von unseren Vätern aus der klassischen Zeit ein reiches Erbe übernommen, das wir hätten ‚erwerben müssen, um es zu besitzen‘. […] Seitdem aber haben wir uns gemüht, an die Novelle höhere Forderungen zu stellen, als daß sie ein müßiges Unterhaltungsbedürfnis befriedige und durch eine Reihe bunter Abenteuer uns ergötze.“
Heyse entwickelte auch eine eigene Novellentheorie. Sie ging als „Falkentheorie“ in die Literaturgeschichte ein, da Heyse sie am Beispiel der Falkennovelle von Boccaccio erläuterte, in der ein verliebter, aber verarmter Jüngling seiner Angebeteten seinen einzigen Besitz, einen Falken, als Essen serviert. Heyse leitete daraus zwei Kategorien ab: Der „Falke“ sei das Besondere, das in jeder Novelle zu finden sein müsse, die „Silhouette“ sei die Konzentration auf dieses Grundmotiv. Diese Theorie, die Heyse 1871 in der Einleitung zum Deutschen Novellenschatz erstmals darstellte, war nicht wirklich neu und nicht nur auf Novellen anwendbar. Sie war auch für Heyse selbst als Autor und als Herausgeber des Novellenschatzes keine starre Richtlinie. Werner Bergengruen berief sich in der seinerzeit viel gelesenen Novelle Die drei Falken (1937) und auch in seinem Vortrag Novelle und Gegenwart (1962) explizit auf die Falkentheorie.

### Romane
Besonders durch seinen ersten Roman Kinder der Welt (1873), der ihn als einen modern denkenden Dichter auswies, wurde Heyse international bekannt. Er zeichnete die Figur Franzelius, einen Sozialisten, als jemanden, der für seine Ideale eine bürgerliche Karriere aufgibt. Die Utopie einer Gesellschaft aus Freidenkern traf das Lebensgefühl der in das neue Reich eingetretenen jungen Generation. Der Schriftsteller Richard Voß begab sich in seiner Begeisterung zur Villa Heyse, um dem Dichter persönlich zu danken. 1900 erinnerte Voß daran, dass sich kaum noch jemand vorstellen könne, wie sehr das Buch – eine „große geistige That“ – beim Erscheinen auf die Jugend gewirkt habe.
Später gab Heyse die „heroischen Illusionen“ auf und entwickelte eine depressive Sicht auf die „kranke […] und ästhetisch confuse“ Zeit. In seinem 1892 veröffentlichten Roman Merlin schimpfte Heyse seitenlang auf die „Mistgabelkunst“ der Moderne. Die Hauptfigur Georg Falkner ließ er sagen: „Aber man mag das Ideal, das Heimweh nach dem Schönen und Großen mit der Mistgabel des Naturalismus noch so hitzig austreiben, es kehrt immer wieder zurück.“ Heyse meinte, hier eines seiner besten Werke geschaffen zu haben. Von literarisch bewanderten Zeitgenossen wurde das Buch jedoch vor allem als peinlicher Tendenzroman gegen die Naturalisten aufgefasst.

### Dramen
Das Jugenddrama Francesca von Rimini wurde wegen einiger angeblich freizügiger Passagen in den literarischen Kreisen Berlins lebhaft besprochen.
Mit der Tragödie Die Sabinerinnen gewann Heyse 1859 erstmals einen vom bayerischen König ausgesetzten Literaturpreis. Mit dem Schauspiel Ludwig der Bayer (1862) erfüllte Heyse einen langgehegten Wunsch Maximilians II., ein bayerisches Historiendrama zu schaffen. Das Stück fiel jedoch bei der Aufführung durch.
1864 folgte das Schauspiel in vier Akten Hans Lange, das in Rügenwalde in Hinterpommern angesiedelt ist und die Legende vom Bauern Hans Lange zum Thema hat, die sich um die Jugend des pommerschen Herzogs Bogislaw X. rankt. Das Thema war zuvor bereits von dem pommerschen Dichter Wilhelm Meinhold aufgegriffen worden.
1865 entstanden die Tragödie Hadrian (das Werk erhielt in der griechischen Übersetzung einen Bühnenpreis in Athen), die Tragödie Maria Maroni und das Drama Colberg, das populärste Stück Heyses. Der Autor erhielt nach hunderten Colberg-Aufführungen in ganz Deutschland am 31. März 1890 die Ehrenbürger-Urkunde der Stadt Kolberg. Das Drama erschien bis 1914 in 180 Auflagen. Es war an preußischen Gymnasien Pflichtlektüre und gehörte zum ständigen Repertoire der Schulfeiern an Kaisers Geburtstag oder am Sedantag.
Die Aufführung des religiösen Dramas Maria von Magdala (1899) wurde im Jahr 1901 von der preußischen Zensur verboten. Daraufhin setzte eine große Solidaritätsbewegung zugunsten des Dichters ein. In München, wo die mächtige Zentrumspartei das Theaterleben restriktiv kontrollierte, wurde sogar, um sich von Berlin abzugrenzen, eine Aufführung erlaubt. Der Zensurprozess in Preußen zog sich bis 1903 hin. Im Hamburger Thaliatheater wurde das Stück erstmals 1903 aufgeführt.

### Autobiografie
Heyses Jugenderinnerungen und Bekenntnisse (1900) sind eine spannende Autobiografie. Der Dichter, selbst ein Prominenter, der viel in den arrivierten Kreisen verkehrte, lieferte genaue Beschreibungen berühmter Männer seiner Zeit, unter anderem literarische Porträts der Freunde Adolph Menzel und Emanuel Geibel, Theodor Fontane und Hermann Kurz, Ernst Wichert und Ludwig Laistner. Ähnlich wie Goethe in Dichtung und Wahrheit beschränkte Heyse sich nicht auf private Episoden, sondern legte im Bewusstsein seiner öffentlichen Rolle eine Bilanz des 19. Jahrhunderts vor. Die Erzählung seines Lebens ist zugleich ein aufschlussreiches Dokument über die Verhältnisse in Berlin und München.

### Heyse als Wiederentdecker Italiens
Heyse kann als der Wiederentdecker Italiens in der deutschen Literatur des 19. Jahrhunderts gelten. Italien und Deutschland nannte er seine beiden Vaterländer. Durch Heyses Vermittlung ist die seinerzeit neuere italienische Literatur in Deutschland bekannt geworden. Als unermüdlicher Übersetzer aus dem Italienischen und als Herausgeber des Novellenschatzes des Auslandes (1872/1903) hat Heyse viel zum kulturellen Austausch beigetragen. In den Jahren von 1889 bis 1905 erschien seine Anthologie mit italienischen Dichtern seit der Mitte des 18. Jahrhunderts in fünf Bänden. Darin finden sich Übersetzungen von Gedichten Manzonis, Leopardis und D’Annunzios. Mit den von ihm nacherzählten italienischen Volksmärchen sicherte er auch dieser Literatur einen Platz in Deutschland. Eine von Heyse ins Deutsche übertragene Sammlung volkstümlicher italienischer Gedichte wurde von Hugo Wolf unter dem Namen Italienisches Liederbuch vertont.
Auch mit seinen Novellen hat es Heyse verstanden, den Deutschen Land und Leute, Sprache und Geschichte näher zu bringen. Er vermittelte seine Landeskenntnis unterhaltsam in der Form der Erzählung. Nicht zuletzt seine italienischen Mädchengestalten waren beliebt, etwa die Laurella aus L’Arrabbiata (1853) oder die Titelfigur der Novelle Nerina (1875).

### Lieblingsautor der Deutschen
Heyse war seit den 1860er Jahren ein Lieblingsautor der Deutschen. Für das deutsche Bürgertum war er der Garant für eine formvollendete Poesie, die den klassischen Idealen des „großen“ Goethe nachfolgte und sie zugleich für die Gegenwart bewahrte. Er war auch ein gern gelesener Autor für die Arbeiterschaft, obwohl Franz Mehring in einem Aufsatz ausdrücklich vor dem in seinen Klassenschranken befangenen Dichter warnte. Sein erster Roman Kinder der Welt verhalf ihm zu hoher Popularität. In Kunsthandlungen hing schon zu Lebzeiten Heyses dessen Bild.
In den literarischen Journalen Deutschlands nahm man Heyse während seiner produktivsten und erfolgreichsten Schaffensphase zur Kenntnis, aber auffällig wenige Rezensionen einzelner Werke erschienen. Heyse wurde dennoch von seinen Lesern verehrt. Zu Heyses runden Geburtstagen wurden Unmengen von Glückwünschen und Würdigungen formuliert. Werner Martin dokumentierte 112 Beiträge zum 70. Geburtstag Heyses (1900) und 99 Beiträge zum 80. Geburtstag (1910), wozu noch 17 Artikel anlässlich der Nobelpreisverleihung zu rechnen sind.
Um 1900 hatte Heyse den Höhepunkt seines Ruhmes jedoch überschritten. Die Jüngeren lehnten ihn als einen Vertreter der älteren Dichtergeneration ab. Dem jungen Joachim Ringelnatz bereitete es bei einem Besuch Probleme, dem Dichter auf die Frage „Was kennen Sie zum Beispiel?“ wenigstens dessen einst populäres Lied von Sorrent vorzutragen. Als Hans Carossa um 1897 mit der Lektüre des Romans Kinder der Welt begann, kam er kaum über das erste Drittel hinweg. Im Simplicissimus, der besten Satirezeitschrift vor dem Ersten Weltkrieg, erscheint Heyse bloß noch als Karikatur.

### Kritik an Heyse
Heyse war frühzeitig ein Gegner des Naturalismus. Schon 1882 widmete er den Naturalisten im Neuen Münchner Dichterbuch ein Spottgedicht, in dem er sie als „Crapüle“ (Gesindel) verächtlich machte. Ein Stimmungsumschwung gegen Heyse setzte 1885 ein, als die naturalistischen Autoren der Zeitschrift Die Gesellschaft Heyse in das Zentrum literarischer Debatten rückten. Für das Jahr 1885 verzeichnet die Heyse-Bibliographie erstmals zehn Aufsätze über den Dichter, davon allein sieben in der neu gegründeten Gesellschaft, der bis 1889 wichtigsten frühnaturalistischen Zeitschrift. Der in München lebende Schriftsteller Michael Georg Conrad forderte hier ein Ende der „Surrogatfabrikation“ der sogenannten Familienblätter. Obwohl Conrad selbst dem Jahrgang 1846 angehörte, war der Generationskampf – die Ablösung Heyses – eines der Generalthemen der Gesellschaft. Der einflussreiche „Künstlerfürst“ Heyse musste nach Ansicht der Naturalisten bekämpft werden, da „dessen Bedeutung und Einzigkeit nur in einem bestimmten Münchener Milieu von engbeschränktem Schönheitsempfinden und duseliger Behäbigkeit sich zu entfalten vermochte“, so Conrad. Die Heyse-Feindschaft wurde auch von den Berliner Mitarbeitern der Gesellschaft, Conrad Alberti und Karl Bleibtreu, übernommen.
Der Münchner Naturalismus war weniger eine neue literarische Richtung als ein von Intellektuellen geführter Kampf gegen neureiche Gründerzeit-Mentalität, kulturelle Stagnation und Schöngeisterei, gegen falsche Frömmigkeit und die Verlogenheit der öffentlichen Moral. Ein halbwegs geschlossenes Programm oder ein literarisches Werk, an dem die geforderte Erneuerung sichtbar werden würde, ging aus dem Kreis um Michael Georg Conrad nicht hervor. Stilistisch und formal boten die Texte kaum etwas Neues gegenüber den so heftig befehdeten traditionellen Erzählweisen. Neu war der aggressive Ton, mit dem die Gruppe – bald auch gegen die Berliner Naturalisten um Gerhart Hauptmann – auf sich aufmerksam machte.
Auffallend ist, dass Heyse zu Beginn noch eine gewisse Gerechtigkeit widerfuhr. Bleibtreu handelte ihn 1886 in seiner Programmschrift Revolution der Litteratur als einen immerhin bedeutenden, erotischen Epiker ab. Nachdem Conrad und seine Mitarbeiter bald den Wert eines „Feindbildes Heyse“ für die eigene Profilierung erkannt hatten, galt Heyse bei den Münchner Naturalisten nur noch als Epigone ohne eigene Kreativität, seine Sprache sei „geistesarm“, die Figuren „flach und reizlos“, die psychologische Technik „roh und leichtfertig“. Alberti kritisierte ihn als „Fälscher der schlimmsten Sorte“. Bemängelt wurden Heyses Stoffwahl und seine Motivierungen. Er sei angeblich mitleids- und interessenlos, seine Sprache wirke feminin und altersschwach. Konrad Alberti sah in Heyse 1889 ausdrücklich nicht nur den einzelnen Menschen, sondern ein „Symbol“. Seine Kritik mündete in dem viel zitierten, später von ihm selbst zurückgenommenen Satz: „Heyse lesen, heißt ein Mensch ohne Geschmack sein – Heyse bewundern, heißt ein Lump sein.“ Die heftigen und zum Teil mit viel Witz vorgetragenen Schmähungen der Heyse-Gegner wirken in literaturgeschichtlichen Darstellungen der Gegenwart nach.
Es blieb nicht bei einer ästhetischen Debatte über bessere Literatur. Die Person des „Künstlerfürsten“ – seine teilweise jüdische Herkunft, seine „Schönmännlichkeit“, seine Charaktereigenschaften, seine angebliche „Honorargeilheit“ – wurde angegriffen. In den berechtigten kritischen Einwänden schwang immer eine gehörige Portion Neid mit. So heißt es bei Bleibtreu mit Bezug auf Heyse: „Wißt ihr, worauf es ankommt, daß heutzutage ein Goethe […] sich entwickelt? Auf den Beutel desselben oder auf sein Strebertalent, auf weiter nichts.“ Die Fehde zwischen Heyse und Conrad dauerte lange an. Conrad nutzte seinen Roman Majestät (1912) zu etlichen Seitenhieben gegen Heyse.

### Postume Rezeption
In den von Revanchegefühlen erfüllten Jahrzehnten nach dem Ersten Weltkrieg stießen sich nationalistisch gesinnte Leser an dem Weltbürger Heyse, der zudem noch von der Mutter her jüdischer Abstammung war. Als Heyses Schauspiel Colberg 1943/44 von Veit Harlan in weiten Teilen als Vorlage für das Drehbuch des NS-Durchhaltefilms Kolberg benutzt wurde, durfte dies nicht öffentlich erwähnt werden.
Der in München lebende Autor Hans Pleschinski stellte Heyses Leben, Werk und die posthume Rezeption in den Mittelpunkt seines 2021 bei C.H. Beck erschienenen Romans Am Götterbaum.

## Namensgeber für Straßen
Nach Paul Heyse wurde 1905 in München im Stadtteil Kliniksviertel (Stadtbezirk 2 – Ludwigsvorstadt-Isarvorstadt) die Paul-Heyse-Straße Lage benannt. Auch die anschließende Paul-Heyse-Unterführung trägt seinen Namen.
Weitere nach Paul Heyse benannte Straßen gibt es im deutschsprachigen Raum in folgenden Städten (alphabetisch):
- Paul-Heyse-Straße in Amberg (Oberpfalz) Lage
- Paul-Heyse-Straße in Augsburg Lage
- Paul-Heyse-Straße in Berlin Lage
- Paul-Heyse-Straße in Frankfurt am Main Lage
- Paul-Heyse-Straße in Landshut a. d. Isar Lage
- Paul-Heyse-Straße in Leipzig Lage
- Paul-Heyse-Straße in Miesbach Lage
- Paul-Heyse-Straße in Regensburg Lage
- Paul-Heyse-Weg in Taucha (bei Leipzig) Lage
- Paul-Heyse-Ring in Twistringen Lage
- Paul-Heyse-Gasse in Wien Lage

## Bibliographie

### Einzelwerke
Romane
- 1873: Kinder der Welt (vorabgedruckt 1872 in der Berliner Spenerschen Zeitung).
- 1875: Im Paradiese
- 1887: Der Roman der Stiftsdame
- 1892: Merlin
- 1895: Über allen Gipfeln (Digitalisat).
- 1905: Crone Stäudlin
- 1907: Gegen den Strom
- 1909: Die Geburt der Venus

Novellen und Erzählungen
- 1850: Der Jungbrunnen (Märchensammlung)
- 1855: Novellen. 1. Sammlung (Digitalisat und Volltext im Deutschen Textarchiv); enthält: Die Blinden (1852), Marion (1852), L’Arrabbiata (1853) und Am Tiberufer
- 1858: Neue Novellen. 2. Sammlung (enthält: Das Mädchen von Treppi, Der Kreisrichter, Erkenne dich selbst, Helene Morten)
- 1859: Vier neue Novellen. 3. Sammlung (enthält: Die Einsamen, Anfang und Ende, Maria Francisca, Das Bild der Mutter)
- 1860: Der Centaur (neu bearbeitet 1870 unter dem Titel Der letzte Centaur)
- 1862: Neue Novellen. 4. Sammlung (enthält: Annina, Im Grafenschloß, Andrea Delfin, Auf der Alm)
- 1864: Gesammelte Novellen in Versen (erweitert 1870)
- 1864: Meraner Novellen. 5. Sammlung (enthält: Unheilbar, Der Kinder Sünde der Väter Fluch, Der Weinhüter)
- 1866: Fünf neue Novellen. 6. Sammlung (enthält: Franz Alzeyer, Die Reise nach dem Glück, Die kleine Mama, Kleopatra, Die Wittwe von Pisa)
- 1867: Novellen und Terzinen. 7. Sammlung (enthält: Mutter und Kind, Auferstanden, Beatrice)
- 1869: Moralische Novellen. 8. Sammlung (enthält: An Frau Toutlemonde, Vetter Gabriel, Die beiden Schwestern, Lorenz und Lore, Am todten See, Der Thurm von Nonza)
- 1871: Ein neues Novellenbuch. 9. Sammlung (enthält: Barbarossa, Die Stickerin von Treviso, Lottka, Der letzte Centaur, Der verlorene Sohn, Das schöne Käthchen, Geoffroy und Garcinde, Die Pfadfinderin)
- 1872: Ein Abenteuer (Novelle)
- 1875: Neue Novellen. 10. Sammlung (enthält: Er soll dein Herr sein, Die ungarische Gräfin, Ein Märtyrer der Phantasie, Judith Stern, Nerina)
- 1878: Neue moralische Novellen. (11. Sammlung) (enthält: Jorinde, Getreu bis in den Tod, Die Kaiserin von Spinetta, Das Seeweib, Die Frau Marchesa)
- 1879: Das Ding an sich und andere Novellen. (12. Sammlung) (enthält: Das Ding an sich, Zwei Gefangene, Die Tochter der Excellenz, Beppe der Sternseher)
- 1881: Frau von F. und römische Novellen. (13. Sammlung) (enthält: Frau von F., Die talentvolle Mutter, Romulusenkel, Die Hexe vom Corso)
- 1882: Troubadour-Novellen, (14. Sammlung) (enthält: Der lahme Engel, Die Rache der Vizgräfin, Die Dichterin von Carcassonne, Der Mönch von Montaudon, Ehre über Alles, Der verkaufte Gesang)
- 1883: Unvergeßbare Worte und andere Novellen. (15.Sammlung) (enthält: Unvergeßbare Worte, Die Eselin, Das Glück von Rothenburg, Getheiltes Herz)
- 1883: Buch der Freundschaft. (16. Sammlung) (enthält: David und Jonathan, Grenzen der Menschheit, Nino und Maso)
- 1884: Buch der Freundschaft. Neue Folge. (17.Sammlung) (enthält: Siechentrost, Die schwarze Jakobe, Gute Kameraden)
- 1885: Himmlische und irdische Liebe / F.V.R.I.A. / Auf Tod und Leben. (18. Sammlung)
- 1888: Villa Falconieri und andere Novellen. (19. Sammlung) (enthält: Villa Falconieri, Doris Sengeberg, Emerenz, Die Märtyrerin der Phantasie)
- 1890: Novellen. Auswahl für’s Haus
- 1891: Weihnachtsgeschichten (enthält: Eine Weihnachtsbescherung, Das Freifräulein, Die Geschichte von Herrn Wilibald und dem Frosinchen, Die Dryas)
- 1893: Aus den Vorbergen (Novellen; enthält: Vroni, Marienkind, Xaverl, Dorfromantik)
- 1894: In der Geisterstunde und andere Spukgeschichten (enthält: In der Geisterstunde, Martin der Streber, Das Haus „Zum ungläubigen Thomas“ oder Des Spirits Rache)
- 1895: Melusine und andere Novellen (Novellen; enthält: Hochzeit auf Capri, Fedja, Donna Lionarda, Die Rächerin, Melusine)
- 1896: Verratenes Glück. Emerenz (Novellen)
- 1897: Das Rätsel des Lebens und andere Charakterbilder (Novellen; enthält: Der Dichter und sein Kind, Der Siebengescheidte, Ehrliche Leute, Einer von Hunderten, Ein Mädchenschicksal, Das Steinchen im Schuh, Das Räthsel des Lebens)
- 1898: Der Sohn seines Vaters und andere Novellen (enthält: Der Sohn seines Vaters, Verrathenes Glück, Medea, Männertreu, Abenteuer eines Blaustrümpfchens)
- 1898: Die Nixe
- 1899: Neue Märchen
- 1900: Der Schutzengel
- 1902: Ninon und andere Novellen (enthält: Ninon, Zwei Seelen, Der Blinde von Dausenau, Fräulein Johanne, Tantalus, Ein Mutterschicksal)
- 1902: Novellen vom Gardasee (enthält: Gefangene Singvögel, Die Macht der Stunde, San Vigilio, Entsagende Liebe, Eine venezianische Nacht, Antiquarische Briefe)
- 1903: Moralische Unmöglichkeiten und andere Novellen (enthält: Moralische Unmöglichkeiten, Er selbst, Zwei Witwen, Ein Idealist)
- 1906: Victoria Regia und andere Novellen (enthält: Victoria regia, Lucile, Tante Lene, Die Aerztin, Der Hausgeist, Ein Ring)
- 1908: Menschen und Schicksale (Novellen)
- 1908: Herzensbande (Novelle)
- 1909: Helldunkles Leben (Novellen; enthält: Unüberwindliche Mächte, Rita, Ein unpersönlicher Mensch, Eine Collegin, Clelia)
- 1909: Seelsorger (Novelle)
- 1910: Das Ewigmenschliche. Erinnerungen aus einem Alltagsleben / Ein Familienhaus (Novellen)
- 1912: Der Kreisrichter. Rita (Novellen)
- 1912: Plaudereien eines Freundespaares (Novellen; enthält: Faustrecht, Das schwächere Geschlecht, Altruismus, Don Juan, Erste Liebe, Olive von Planta, Vendetta, Der Jubilar)
- 1914: Letzte Novellen (enthält: Die bessere Welt, Fanchette, Unwiederbringlich)
- 1920: Gesammelte Novellen. 5 Bde.
- 1924: Italienische Novellen. 2 Bde.
- 1927: Stark wie der Tod (Novellensammlung)
- 1998: Novellen. Auswahl und Nachwort von Rainer Hillenbrand. Manesse Verlag, Zürich, ISBN 3-7175-1918-2 (enthält: L’Arrabbiata, Andrea Delfin, Die Stickerin von Treviso, Der letzte Zentaur, Siechentrost, Himmlische und irdische Liebe, F. V. R. I. A., Das Haus „Zum ungläubigen Thomas“ oder Des Spirits Rache, Die Nixe).
- 2014: Der Centaur. Italienische Novellen. Hrsg. von Mirko Gemmel. Nachwort von Norbert Miller. Ripperger & Kremers, Berlin, ISBN 978-3-943999-19-8.

Dramen
- 1850: Francesca von Rimini
- 1854: Meleager
- 1854: Die Pfälzer in Irland
- 1859: Die Sabinerinnen. Tragödie.
- 1861: Die Grafen von der Esche
- 1862: Ludwig der Bayer (Digitalisat)
- 1864: Elisabeth Charlotte
- 1864: Hans Lange (Digitalisat).
- 1865: Hadrian. Tragödie.
- 1865: Maria Maroni. Tragödie.
- 1865: Colberg. Schauspiel in fünf Akten.
- 1867: Die glücklichen Bettler
- 1868: Der Rotmantel
- 1870: Adam und Eva
- 1870: Die Göttin der Vernunft. Trauerspiel (Digitalisat).
- 1871: Die Franzosenbraut
- 1871: Der Friede
- 1875: Ehre um Ehre
- 1877: Graf Königsmark
- 1877: Elfride
- 1879: Unter den Gründlingen
- 1881: Die Weiber von Schorndorff
- 1882: Alkibiades
- 1883: Das Recht des Stärkeren
- 1883: Don Juans Ende
- 1884: Drei einaktige Trauerspiele und ein Lustspiel
- 1886: Getrennte Welten
- 1886: Die Hochzeit auf dem Aventin
- 1887: Die Weisheit Salomos
- 1888: Gott schütze mich vor meinen Freunden
- 1888: Prinzessin Sascha
- 1889: Weltuntergang
- 1889: Kleine Dramen. Erste Folge
- 1889: Kleine Dramen. Zweite Folge
- 1890: Ein überflüssiger Mensch
- 1891: Die schlimmen Brüder
- 1892: Wahrheit
- 1893: Ein unbeschriebenes Blatt
- 1893: Jungfer Justine
- 1894: Wolfram von Eschenbach
- 1896: Die Fornarina
- 1896: Rolands Schildknappen oder Die Komödie vom Glück
- 1896: Vanina Vanlni
- 1897: Drei neue Einakter
- 1898: Der Bucklige von Schiras
- 1899: Maria von Magdala. Drama.
- 1901: Das verschleierte Bild zu Sais
- 1902: Der Heilige
- 1904: Mythen und Mysterien
- 1905: Die törichten Jungfrauen
- 1905: Ein Kanadier
- 1905: Sechs kleine Dramen
- 1909: König Saul
- 1909: Mutter und Tochter
- 1910: Die Geister des Rheins

Lyrik und Epos
- 1848: Frühlingsanfang 1848
- 1848: Fünfzehn neue deutsche Lieder zu alten Singweisen. Den deutschen Männern Ernst Moritz Arndt und Ludwig Uhland gewidmet, (G)
- 1852: Die Brüder (Novelle in Versen)
- 1852: Urica (Novelle in Versen)
- 1856: Die Braut von Cypern (Novelle in Versen)
- 1858: Thekla (Novelle in Versen)
- 1862: Rafael (Novelle in Versen)
- 1864: Gesammelte Novellen in Versen
- 1866: Frauenemancipation, eine Fastenpredigt. Gedicht.
- 1870: Gesammelte Novellen in Versen
- 1872: Gedichte
- 1877: Skizzenbuch. Lieder und Bilder
- 1879: Die Madonna im Ölwald (Novelle in Versen)
- 1880: Verse aus Italien (Digitalisat).
- 1882: Der Traumgott (Novelle in Versen)
- 1885: Spruchbüchlein
- 1885: Gedichte. 3. erw. Auflage
- 1889: Liebeszauber (Novelle in Versen)
- 1896: Das Goethehaus in Weimar
- 1897: Neue Gedichte und Jugendlieder
- 1903: Ein Wintertagebuch
- 1908: Waldmonologe aus Kreuth
- 1914: Gedichte. 9. Auflage
- 1919: Ausgewählte Gedichte
- 1928: Luco de Grimauld (Novelle in Versen)
- 2013: Liederquelle, Traum und Zauber. Ausgewählte Gedichte. Hrsg., kommentiert und mit einem Nachwort versehen von Walter Hettche. Allitera, München.

Übersetzungen
- 1852: Spanisches Liederbuch (mit Emanuel Geibel)
- 1858: José Caveda: Geschichte der Baukunst in Spanien
- 1860: Italienisches Liederbuch (Sammlung italienischer Volkslieder)
- 1867: William Shakespeare: Antonius und Kleopatra
- 1868: William Shakespeare: Timon von Athen
- 1875: Giuseppe Giusti: Sein Leben und seine Dichtungen
- 1878: Giacomo Leopardi: Werke (Digitalisat)
- 1889: Italienische Dichter. 5 Bde. 1889–1905.
- 1914: Italienische Volksmärchen
- 1914: Drei italienische Lustspiele aus der Zeit der Renaissance

Herausgabe
- 1856: Romanische Inedita auf Italiänlschen Bibliotheken gesammelt
- 1869: Antologia del moderni poeti italiani
- 1871: Deutscher Novellenschatz (mit Hermann Kurz)
- 1872: Novellenschatz des Auslandes (mit Hermann Kurz)
- 1874: Hermann Kurz: Gesammelte Werke. 5 Bde.
- 1877: Italienische Novellisten. 6 Bde.
- 1880: Ariosto: Rasender Roland (übersetzt von Hermann Kurz)
- 1882: Neues Münchener Dichterbuch
- 1884: Neuer Deutscher Novellenschatz. 24 Bde. 1884–1887 (mit Ludwig Laistner)
- 1904: Lodovico Ariostos Satiren (übersetzt von Otto Gildemeister)
- 1905: Hermann Lingg: Ausgewählte Gedichte

Sonstiges
- 1852: Studia romanensia. Particula I (Dissertation)
- 1854: Hermen (Sammlung)
- 1858: Vincenzo Monti (Vortrag)
- 1894: Meine Erstlingswerke (Aufsatz)
- 1898: Martha’s Briefe an Maria. (Ein Beitrag zur Frauenbewegung)
- 1899: Das literarische München. 25 Porträtskizzen (Sammlung von 25 Porträtzeichnungen Heyses von Münchner Schriftstellern)
- 1900: Jugenderinnerungen und Bekenntnisse. Autobiografie (Digitalisat; neu durchgesehene und stark vermehrte 5. Auflage 1912).

### Gesamtausgaben
- Gesammelte Werke. 38 Bände. Wilhelm Hertz, Berlin 1872–1886 (Bde. 1–21); Besser, Berlin 1893–1899 (Bde. 22–29); Cotta, Stuttgart 1903–1914 (Bde. 30–38).
- Gesammelte Werke. 42 Bände. Cotta, Stuttgart 1902–1912.
  - 1. Serie: Romane. 12 Bde. 1902–1911.
  - 2. Serie: Novellen. 24 Bde. 1904–1910.
  - 3. Serie: Lyrische und epische Dichtungen. 4 Bde. 1911–1912.
  - 2 Ergänzungsbände. Jugenderinnerungen und Bekenntnisse. 1912.
- Gesammelte Werke. Hrsg. von Markus Bernauer. 15 Bände. Cotta, Stuttgart 1924. Nachdruck: Olms, Hildesheim 1984 ff.

### Briefe
- Jacob Bernays: „Du, von dem ich lebe“. Briefe an Paul Heyse. Hrsg. von William M. Calder III und Timo Günther. Wallstein, Göttingen 2010, ISBN 978-3-8353-0743-8.
- Julia Bernhardt (Hrsg.): Der Briefwechsel zwischen Paul Heyse und Hermann Levi. Eine kritische Edition (= Poetica Bd. 92). Kovač, Hamburg 2007, ISBN 978-3-8300-2701-0.
- Gotthard Erler (Hrsg.): Der Briefwechsel zwischen Theodor Fontane und Paul Heyse. Aufbau, Berlin/Weimar 1972.
- Walter Hettche (Hrsg.): Der Briefwechsel zwischen Karl Frenzel und Paul Heyse. In: Berliner Hefte zur Geschichte des literarischen Lebens. 6 (2004), ISSN 0949-5371, S. 105–123.
- Rainer Hillenbrand (Hrsg.): Ein Gefühl der Verwandtschaft. Paul Heyses Briefwechsel mit Eduard Mörike. Lang, Frankfurt am Main u. a. 1997, ISBN 3-631-31998-3.
- Rainer Hillenbrand (Hrsg.): Paul Heyses Briefe an Wilhelm Petersen. Mit Heyses Briefen an Anna Petersen, vier Briefen Petersens an Heyse und einigen ergänzenden Schreiben aus dem Familienkreise . Lang, Frankfurt am Main u. a. 1998, ISBN 3-631-33424-9.
- Stephan Landshuter (Hrsg.): C. F. Meyers Briefwechsel Bd. 5: Korrespondenzen mit Hermann Lingg und Paul Heyse.  Wallstein Verlag, Göttingen 2022, ISBN 978-3-8353-5240-7.
- Erich Petzet (Hrsg.): Der Briefwechsel von Jakob Burckhardt und Paul Heyse. J. F. Lehmann, München 1916.
- Erich Petzet (Hrsg.): Der Briefwechsel zwischen Emanuel Geibel und Paul Heyse. J. F. Lehmann, München 1922. Neuausgabe: Forgotten Books 2017, ISBN 978-0-259-91953-7.
- Erich Petzet (Hrsg.): Theodor Fontane – Paul Heyse, Der Briefwechsel. Berlin 1937.
- Georg J. Plotke (Hrsg.): Der Briefwechsel zwischen Paul Heyse und Theodor Storm. 2 Bde. J. F. Lehmann, München 1917f.
- Fridolin Stähli (Hrsg.): „Du hast alles, was mir fehlt …“. Gottfried Keller im Briefwechsel mit Paul Heyse. Th. Gut & Co., Stäfa (Zürich) 1990, ISBN 3-85717-062-X.